# Mikael Mellqvist
Mikael Mellqvist, född 1954, är f.d. hovrättsråd och rättsvetenskaplig författare. Han var lagman i Gotlands tingsrätt 2006–2020. Han har tidigare undervisat vid Uppsala universitet och arbetat vid Justitiedepartementet. Mellqvist utnämndes 2007 till hedersdoktor vid Stockholms universitet.